# 四三〇事件
四三〇事件（越南语：／），亦稱西貢四三〇事件、西貢陷落、西贡沦陷、西貢解放、西貢光復或西貢易幟，是指至1975年4月30日為止，越南共和國（南越）政權垮台、及其首都西貢由越南人民軍（北越軍）和越共攻下的過程。該事件標誌著长达20年的越南戰爭的結束，並展開了一段由越共臨時政府——越南南方共和國統治南方的過渡時期。當該時期於1976年結束後，南北正式合并為統一的越南社會主義共和國，而西貢也在同年更為今名——胡志明市。
在該次事件中，自1975年初便一路順利南下的北越軍於4月開始對西貢展開攻勢，由陸軍大將文進勇擔任指揮官，南越方面則由第3軍司令阮文全中將負責首都周圍的防守兵力。在4月27日至29日間實施重砲轟炸和地面襲擊後，北越和越共部隊弭平越南共和國軍（南越軍）的抵抗並進入西貢市區、佔領了若干重要設施和據點，並在南越總統府獨立宮（今統一宮）升起越共旗幟，而總統楊文明向北越宣布了無條件投降。
在4月30日北越進城掌控大局之前，數萬名的越南市民、數千名美國人和其他國家的旅越者就以西貢為中心展開了逃難，其中以美國海軍和陸戰隊為主力進行的「常風行動」成為歷史上規模最大的直升機疏散行動:202。除了難民的出逃外，四三〇事件後的越南政府也一度基於社會政策，而有计划地順勢減少了更多的西貢人口。

## 名稱
四三〇事件因各方政治立場不一而生成數個稱謂。越南政府稱之「解放日」（Ngày Giải Phóng/𣈜解放）或「統一日」（Ngày Thống nhất/𣈜統一），作为友邦的中华人民共和国亦以“西贡解放”称呼；而西貢陷落（Fall of Saigon）則普遍為歐美使用，流亡海外的越僑社群以「黑色四月」（Tháng Tư Đen/𣎃四黰；）的稱法較為流傳、部分場合甚至使用「國辱日」（Ngày Quốc Nhục/𣈜國辱）、「國恨日」（Ngày Quốc Hận/𣈜國恨）、「失國日」（Ngày mất nước/𣈜𠅎渃）等其他名稱。中華民國則稱為「越南淪亡」、「西貢陷落」或「西貢淪亡」等。

## 過程

### 開端

#### 北越的進展

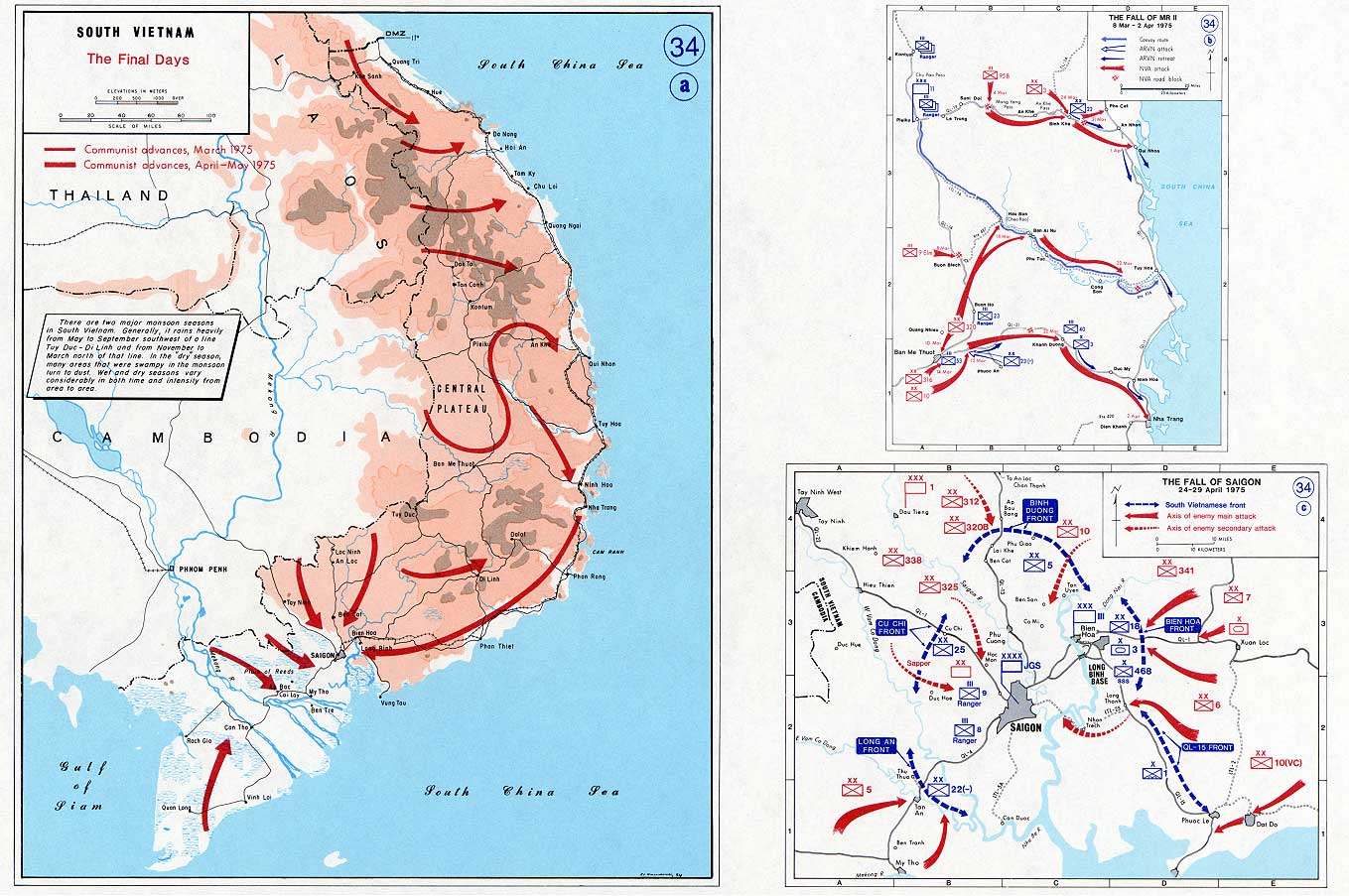
1975年4月30日之前，南越地區的兩軍局勢與部隊動態示意圖，右上圖為峴港至芽莊之間地帶，右下圖為西貢首都圈。

1975年時南越潰敗的速度和程度不但出乎北越預料:659，也讓美國及南越陣營的人士跌破眼鏡，例如一份3月5日出版的美國中情局及陸軍情報部備忘錄指出，南越的命運至少可以撐過當年的旱季，也就是延長到1976年元旦之後:433。後來這份備忘錄就全盤錯掉了——正當它發布之時，北越越南人民軍的總參謀長文進勇大將就已經在籌備對越南中央高地（西原）的主攻，這場在3月10日展開的行動導致了邦美蜀遭到攻佔，也使敗陣的南越陸軍開始了無序的大撤退，企圖進行重新部署，防衛北緯13度以南的領土:303。
在砲兵及裝甲車支援下的北越步兵繼續南進，至3月底就控制了南越北部的數個大城市，順化在3月25日到手、峴港也於28號步上同樣的命運。面臨此種事態，後撤的南越部隊和難民都急遽增加。共計超過100萬人的大規模避難潮，包括來自峴港的30萬人、來自南北交界區南側廣治、承天兩省的30萬人及來自中央高地崑嵩、波來古（百里居）、多樂三省的50萬人，從北方的前線南下逃亡、人龍綿延近90至100公里:527，情況之慘徹底推翻了南越政權扭轉局勢的可能性。而在峴港的易手發生之前，那些認為「除非動用B-52轟炸機才可能遏止北越攻勢」的美國中情局駐越人員們，就已經放棄了這種希望:280。
4月8日，委任文進勇擔當攻擊任務的越南共產黨中央政治局又拍了電報給他，叫文進勇「維持攻擊時所持的氣勢，全力直搗西貢心臟地帶」:248。之後，又將南下的行動命名為「胡志明戰役」（Chiến dịch Hồ Chí Minh），目標是在這位革命家的誕辰——5月19日到來之前，就完成一統江山的事業:249。

#### 南越的政治僵局

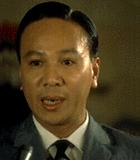
南越總統阮文紹在亡國前兩週內的政治風暴中被迫辭職下野、逃往台灣。

當北越朝一七線以南諸省節節進逼之時，南越各界對總統阮文紹及其政府蓄積的不滿也在上升中。國會通過一致投票要求政權輪替，而軍政界的高層人士則在醞釀兵變:p50。面臨這類壓迫的阮文紹進行內閣改組，而總理陳善謙在這波人事異動中辭職、阮伯瑾接替他組織新內閣:350，但這些措施仍未能扭轉局勢:287。4月8日，應勞動黨（今越南共產黨）上司要求而加入南越空軍的飛官阮成忠，駕駛F-5戰鬥機到南越總統府「獨立宮」（今統一宮）上空投下炸彈，然後直接飛入北越控制區降落。但阮文紹沒有在該次意外中受傷:316。
而在外交方面，南越政府雖企圖獲得美國援助，但未能就此取得更多進展，這扼殺了阮文紹政府重獲美國支持的希望。4月10日，美國福特政府向國會提交了一項方案，欲挹注7億2,200萬美元的軍事援助金給南越政府、並另撥2億5千萬美元用於經濟、難民資助:408，但議員們不為所動，並認為福特政府將會延後美國在越人員的撤離，以換取援助案的通過，甚至美國國防部長施萊辛格也對此表示反對:665。最後在4月17日終止了所有相關的討論，不會再有援助西貢當局的資金了:127。
在當時，美國外交圈——尤其是駐越大使葛拉漢·馬丁——及華府的數位政要都相信，與河內當局達成談判是可能的，但各方對於阮文紹領導的政府是否能達成這項政治目標而意見不一:289。不僅反對黨、軍中將領、宗教組織及學運團體要求阮下台，就連支持阮文紹的派系裡，對他領導的能力失去信心者也越來越多，要求他辭職的聲浪亦越來越大:100。另一方面，越共的越南南方共和國臨時革命政府則曾在4月2日時表示，可能接受與一個不由阮文紹當家的西貢政府談判:319。
4月21日，阮文紹在巨大的政治壓力下，於電視上宣告自己辭去總統及三軍統帥的職務:531。他在這場超過10分鐘、措辭火爆的演說中，抨擊美國「沒有履行自己的承諾」而導致南越吞下敗果，並聲明美國「不人道、不可信賴、也不負責任」:139，然後指責華府首先強迫南越簽訂《巴黎和平協約》，其次又未能按照協約內容、於北越違約開攻後支援南越:296。在這場演講後，大權隨即移交給年邁的副總統陳文香，但河內當局將這個新政府評價為一屆「沒有阮文紹的阮文紹政府」:548:298。

#### 南北兩軍的兵力組成

西貢首都圈在1975年4月30日之前的南北兩軍動態圖。藍色線條及所圍區域為南越軍駐守圈，紅色箭頭為越共、北越軍進攻路徑（圖例標為QGP，即越語「解放軍」縮寫）。

##### 北越軍（越南人民軍）
胡志明战役指挥部由文进勇擔任司令，政委是南方局书记范雄，B2战区司令陳文茶中将及副司令黎德英、总技术局局长丁德善中将任戰役副司令，代理参谋长為黎玉賢少将，黎光和中将任副政委兼政治局主任。B2战区司令部作为胡志明战役指挥部的办事机构开展工作，黎德寿作为政治局代表参与战役指挥。黎德英和B2战区副政委黎文想统一指挥第3軍、232兵团（Đoàn 232）、第8军区部队的作战。東翼的第2軍、第4軍、第1軍由黎仲迅中將统一指挥。
文進勇在祿寧森林的戰役指揮部規劃最終戰役的實施細節。他的目標是避免激烈的城鎮戰，因此計畫先牽制城外的南越部隊，將之拘束在其駐守據點上，再派五股先鋒部隊穿插進入市區，分工拿下指定的攻取目標：南越三軍總參謀部、國家警察總署、新山一空軍基地和首都軍區指揮部等，並將最終的中心目標定為獨立宮，明定各路部隊在攻佔主要目標後，都應立即向該宮挺進:667。
胡志明戰役中北越共動用四個軍包圍西貢，總計投入19個師級部隊和戰車、砲兵及防空部隊等支援單位，大約13萬人:271，以下列出參戰的北越部隊（从东到西逆时针方向）： 	
- 第2軍（英语：2nd Corps (Vietnam People's Army)）：在1号公路以南，自东向西进攻西贡市区。军长阮友安少将。辖第325师、304师、炮兵164旅、坦克203旅、防空673团、步兵219旅、步兵116团，共计32,418人。第5军区第3师编入后，总兵力超过4万人[23][24]。
- 第4軍（英语：4th Corps (Vietnam People's Army)）：军长黃琴。进攻1号公路沿线的春禄、边和，从东北方向突入西贡市区。辖第6师（由第7军区的第23和第4两个团合併而成立），第7师、341师、步兵52旅，3个坦克营，约30,000人[25]:405[24][26]。
- 第1軍（英语：1st Corps (Vietnam People's Army)）：进攻北部的土龙木、𤅶葛、新淵等，阻止南越第5师撤回市区，沿13号公路自北向南突入西贡市区攻占南越軍总参谋部。辖312师、320B师、第45炮兵团、202坦克旅、367炮兵师、299步兵旅、263防空导弹团、239步兵团、259步兵团及279步兵团。共计31,227人[25]:403-404[27]。
- 第3軍（英语：3rd Corps (Vietnam People's Army)）：1975年3月26日時由攻下中央高地的B3战区部队组建。军长武凌少将，军政委鄧武協大校。经胡志明小徑、柬埔寨东部出發，目標是沿着柬埔寨至西贡的1号公路拿下富安、西寧，再自西北向东南突入西贡市区。辖316师、320A师、特工第10团及第198团，炮兵第40和第575团、坦克第273团，防空234团、593团及232团，步兵第7团與第575团、第29通信团，嘉定第1、第2团。总计47,400人[25]:404[28]。
- 第232兵团：1975年3月底成立。自西向东进攻西贡。辖第5师、第9师、第3师（前303师，B2战区直属的第271团、205团组建）、独立第16团、坦克第26营（17辆T-54）及第24营（18辆PT-85）、工兵营、第23装甲车营、5个炮兵连、595防空团及23毫米高炮营[29][30]，总计42,000人，兵团司令阮明洲中将[25]:405[24]。

##### 南越軍（越南共和國軍）
南越在4月30日之前的陸上兵力主要有三大力量：負責西貢周邊省份的第3軍（第3軍區；軍長阮文全中將）、西貢的首都軍管區（司令林文發少將）與負責湄公河三角洲的第4軍（第4軍區；軍長阮科南少將）。阮文全於4月中旬在外圍組織了五個方面的防衛力量，以抵抗針對西貢的攻擊。這些互相串連的防線構成了一個弧形，部署在城西、城北及城東:537:398，如下所示：
- 纠支前線（西北方）：由第25步兵師防衛，該師駐地包含纠支、盞盤、厚義，師指揮部設在同油（Đồng Dù）
- 平陽前線（北方）：由第5步兵師負責，該師駐地包含平陽、𤅶葛，以及指揮部所在的萊溪（英语：Lai Khê）
- 邊和前線（東北方）：由第18步兵師防衛，第3裝甲旅（Lữ đoàn 3 thiết giáp）也駐在邊和，擁有大型軍事基地的隆平則由海軍陸戰師（僅剩兩個陸戰旅）駐守
- 頭頓及15號公路前線（東南方）：由第1空降旅（駐巴地）和第3步兵師的一個營負責
- 隆安前線（西方）：由首都軍管區司令部負責、經過整編的第22步兵師所屬部隊防守

在防線的內側，別動軍編成了數組突擊群，一組派至西貢北郊的光中新兵訓練基地以防守旭門至新山一機場的公路，一組駐守西南郊的平政，另一組守在東北側的平趙（Bình Triệu）。西貢市內的三軍參謀總部由第81空降突擊營戍衛、新山一機場和獨立宮的附近也有駐兵:123:399。
南越軍部署在首都圈一帶的部隊總計人數約6萬人，儘管之後大批部隊隨著難民潮湧入西貢，使得首都內的「武裝人員」爆增到25萬人，但當中大部分是剛受到重挫或群龍無首而撤退的敗軍（甚至有來自原第1軍、第2軍者），因此他們進城並無助於情勢，只是在之後使西貢陷入更嚴重的混亂狀態:257。

#### 西貢的情勢
4月9日夜晚至4月10日凌晨間，北越第4軍第7師、第1師及第7軍區的第6師進攻西貢東北方的春祿:666，南越陸軍第18步兵師在隨後爆發的春祿戰役中進行了頑強抵抗，兩軍在長達數週的激烈戰鬥中爭奪該城。儘管南越投入空軍火力、傘兵、砲兵、海軍陸戰隊和裝甲車支援，但在南越攻擊下人員傷亡慘重的北越陸軍依然於20日成功佔據春祿，參戰的南越部隊則向西竄逃。這場戰役是南越共和國軍組織的最後一次大規模抵抗，其敗果卻成了將阮文紹逼下總統大位的另一契機，也使得戰爭前線推進到距離西貢市中心僅42公里的郊外，南越亦因為從湄公河三角洲等地抽調了大量兵力進入春祿，而使總體戰力蒙受巨大損失:xv。最後，北越在該城的勝利使其包圍南越首都的計畫更加暢通無阻，並很快就付諸實際行動。4月27日時，朝四面八方逼近西貢的北越兵力已超過10萬，而南越守方相對處於劣勢，西貢對外的陸上交通線受到越共控制，變成孤立的危城:351，使其命運趨向定局:535。
阮文紹的下野也使得南越的局勢更加惡化。就在他辭職隔天的4月22日，越南勞動黨中央書記黎筍自河內發出電示，指出「向西貢發動進攻的軍事和政治時機已經成熟」:668。對外郊的第1波攻勢在4月26日展開，北越軍於當日對設有空軍基地的邊和與隆平的陸軍後勤設施發動了全面攻擊，之後共軍切斷西貢糧食的主要來源，西貢的外港——市區東南方45英里（72）處的頭頓受到突襲:p123。27日開始對市中心實施總進攻:184-187:271。 
1975年年初發生於南越北方第1軍區和第2軍區的無序狀態，也在4月底的西貢逐漸顯露了跡象。當局頒布了戒嚴令企圖管制混亂事態，晚間21時至清晨6時實施宵禁。尽管此時段之外的西貢如同往常般地繁忙，但民眾生活已受到影響，公共場所出現大量難民，市內的交通秩序受到干擾:536。北越與越共的勝利已經使南越各界人心慌慌，但甚少有預先措施來遏止這種情形:257。南越當局在更早之前基於宣傳策略，以「一次更大的戊申順化屠殺」來宣傳北越進攻後的結果，試圖激起公民的團結心，但卻適得其反。部分市民對此引發了過度的反應，並在北越真正兵臨城下的時候，造成了西貢的秩序癱瘓:258。

### 人口撤離
北越軍於3月至4月初在南越的快速進展引發了國際對西貢的關注，這座戰爭期間與北部相比較為平和、民眾受戰火波及程度也相對較少的城市，很快就會直接變成第一線。許多人擔心北越進駐城市後，會像1968年戊申顺化屠杀那樣地展開報復性血洗，當時美軍和南越軍進入了北越與越共佔領一個月的順化後，發現了一些埋下遇害者的亂葬崗。之後一份提交給美國駐越外交機構的研究報告指出，共黨已將南越軍官、天主教徒、知識分子及資本家等類型人士鎖定為目標。在這樣的先例下，在越歐美人士及相關的越南市民可能「處境危急」:40:312。
到了3月底時，已經開始有美籍僑民離開西貢，3月31日有十個美國家庭出境:xiv，從西貢新山一機場起飛的班機，在正常情形下的機位訂票都是處於大爆滿的狀態，航廈內也擠滿搭機出國的逃難人潮:122。撤運速度在4月時繼續加快，美軍在越最高機構——美國駐南越國防武官辦事處（；武官處）開始將非必要留越人員用飛機送出去，然而許多任職於武官處的美籍員工不願拋下越南熟人或親友（包含尚未依法結婚的越籍配偶或親生子女）離開，而武官處一旦讓這些人士入境美國領土就會有違法之虞，因此在這樣的僵局下，4月初時撤出人員的進度便受到拖延且十分緩慢。最後，美駐越武官處不惜打破法規，動用飛機把未持合法證件的越南市民集體送往菲律賓的克拉克空軍基地:312。
除了美、越民眾的運出之外，中華民國海軍及韓國、西德、菲律賓亦在此期間派出十餘艘救難船前往南越，每天透過海路撤出數千人:539。

#### 美國政府的疏散計划

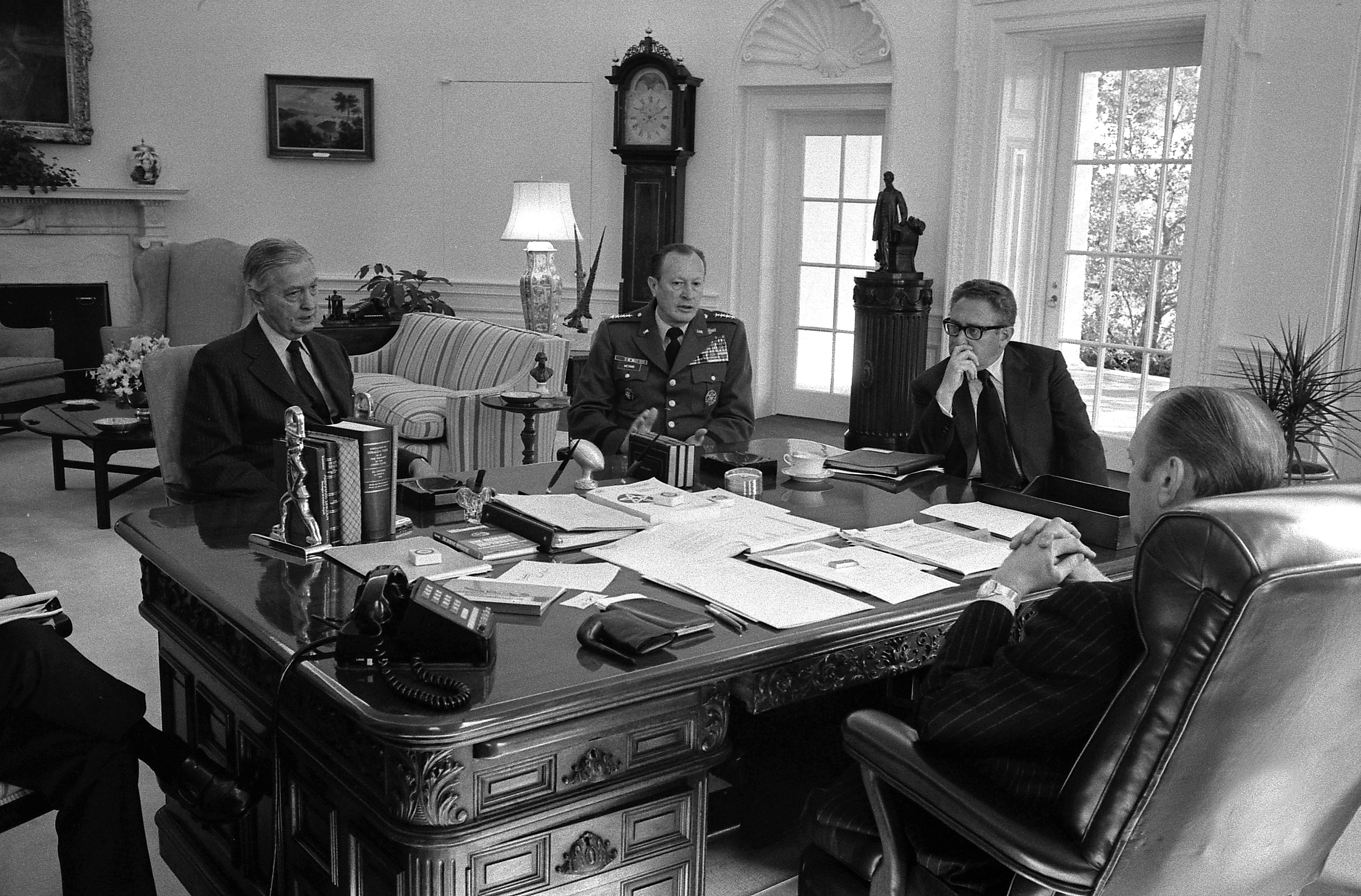
1975年4月25日，在白宮橢圓辦公室裡討論越南局勢的美國總統福特（右一）、國務卿季辛吉（右二）、陸軍參謀長弗雷德里克·卡爾頓·韋安德上將（中）、美國駐越南大使#駐越南共和國大使葛拉漢·馬丁（左二）及國家安全委員會副顧問斯考克羅夫特空軍中將（左一，圖中僅見腿）。

到了1975年4月時，不僅是西貢的美國外交官和軍官，華盛頓的福特政府也開始規劃全面性的美國人員撤離行動，然而計畫內容卻因為各種現實因素和戰略考量而變得十分複雜。美國當時在越南面臨的，是足以在一天內用直升機送完的1,250名美僑和駐越人員，以及為數眾多的、渴望跟著離開的越南國民。美駐越大使馬丁曾多次就此與白宮進行商討，理由是美國在道義上有必要協助數以萬計的越籍人員撤出:31。福特政府致力在兩個極端方案（一是實施將兩者都運完的浩大工程、二為機場遇襲時只撤走美國人）之間尋求中庸之道，也就是以美國人的運出為先，同時盡可能地加載最多的越南避難人士。
除了計劃本身在執行層面上的困難之外，美國政府的疏散也與其他相關政策有所牴觸。福特總統打算提供給南越政府的7.22億美元軍事援助即為一例。美國國務卿季辛吉反對在該項援助案仍處於由國會進行討論的狀態下，就同時實施全面性撤退，因為美國人的離開將會對阮文紹政權顯示信賴的失去，進而構成打擊:330。此外，政府內部亦相當關切動用軍事力量支援、投入人員疏散是否合乎剛通過不久的《戰爭權決議案》，而白宮律師後來確定：美軍在緊急情況下介入平民疏散事務不會有觸法之虞，但運用美軍交通工具載運難民的合法性則未知。同時，西貢的撤退也必須與美國在高棉首都金邊的同質任務——「鷹遷行動」競奪資源:303。

#### 飛機撤離

1975年4月29日，搭乘美國空軍C-141運輸機抵達泰國烏打拋皇家海軍飛行場的越南市民，背景可見到數架撤至泰國的南越空軍C-130A運輸機。

作為在越人員數量降低行動的一環，美國駐南越大使館於3月開始鼓勵眷屬及非重要人員搭乘民航機或美國軍事空運司令部的C-141運輸機及C-5運輸機（此時仍會派到新山一執行物資運輸任務）離開越南:20-21。在3月底時，空運司令部每天會派出二至三架飛機到新山一機場，而這些飛機的載運對象除了一般平民外，還有許多越南孤兒:24。
美總統福特於4月3號宣布與法國、澳洲、加拿大合作的「嬰兒空運行動」（Operation Babylift）開始施行，最後運出了2千名越南孤兒。同時搭配實施的新生命行動則運出了11萬名越南市民。然而在4月4日，一架投入嬰兒空運行動、載了250名孤兒前往菲律賓克拉克空軍基地的C-5A銀河運輸機於升空後發現故障，接著就在返回新山一途中墜毀，153人喪命:157:304。
由於C-5機發生該次墜落事故，且摔毀原因也依然不明，因此其他的同款飛機悉數在行動中遭到停飛。空運司令部亦開始將出動機種限制為C-141和C-130兩種運輸機，並改變了「盡量多載」的方針，改規定每位登機難民都要能分配到座位和安全帶，而大幅減少了每架飛機的乘載人數，分別是一架C-141載94人、一架C-130載75人（但在之後撤退速度加快時，這樣的限制便進行放寬，之後更是直接予以忽視:69），每班飛機上也都要派遣武裝警衛，以避免劫機的事件發生:34。儘管美國航空公司和合約業者的飛機依然進出新山一機場協助疏散任務，但班次密度也愈來愈低。除了美國之外，澳大利亞、印尼、伊朗、西德、英國和法國也派飛機到西貢撤走各自的人員:34。西貢的中華民國駐越軍事顧問團在4月時也為了因應危急的南越事態及總統蔣介石逝世後的情勢，將团长劉戈崙少將、首席参谋、侍从副官与译电员陳興國少校4人之外的所有團員送返台灣。4月18日，接到美军通知后，驻越军事顾问团最后4人搭机离越:123。
雖然致力實行了多項措施，美國於1975年4月期間減少在越人員的計畫依然進度緩慢，其中很大的原因是許多希望攜帶越籍親屬一起出境的美國人，赴南越公務機構辦理所需文件時遇到的程序繁瑣、申請者過多的情形。這導致美軍空運司令部的飛機，常因為過多乘客未能及時登機就必須空著機位從新山一起飛:44。後來在4月19日實施了步驟更為簡單的流程，以排除公文塞車的亂象，成功出境的難民數量才於4月20日開始急遽增加:46。阮文紹在21日辭去總統職位後，更多市民眼見西貢政府的來日所剩無幾，爭相搶著獲得進入美國駐越武官處館區跟著疏散的機會。自4月22日起，每天都有20架C-141和20架C-130運輸機降落到新山一來輸送人潮去克拉克空軍基地:60。但菲律賓總統費迪南德·馬可仕在4月23日表示任何時刻的在菲越南市民都不得超過2,500人，進而增加了美軍空運司令部的工作負擔。他們現在除了必須將難民運出新山一機場外，還得額外派機把5,000名避難者從克拉克空軍基地送往關島、威克島或台灣台中的清泉崗空軍基地及日本東京附近的橫田空軍基地:62。
4月25日，阮文紹在美國安排下，偕同家人和一批黃金從新山一搭上美國空軍的C-118運輸機前往台北松山空軍基地，展開流亡歲月:67。同樣在當天，美國聯邦航空總署宣布禁止所有民航班機飛往南越各機場，儘管這項規定之後就因為部分業者繼續無視禁令而撤回，但實際上仍標誌着民航客機在新山一的起降趨於終止:66。中華航空（華航）從台灣至新山一的班机則继续營運到4月26日，中华民国末任驻越大使許紹昌在該日乘坐最後一班華航飛機前往台北:76:26。

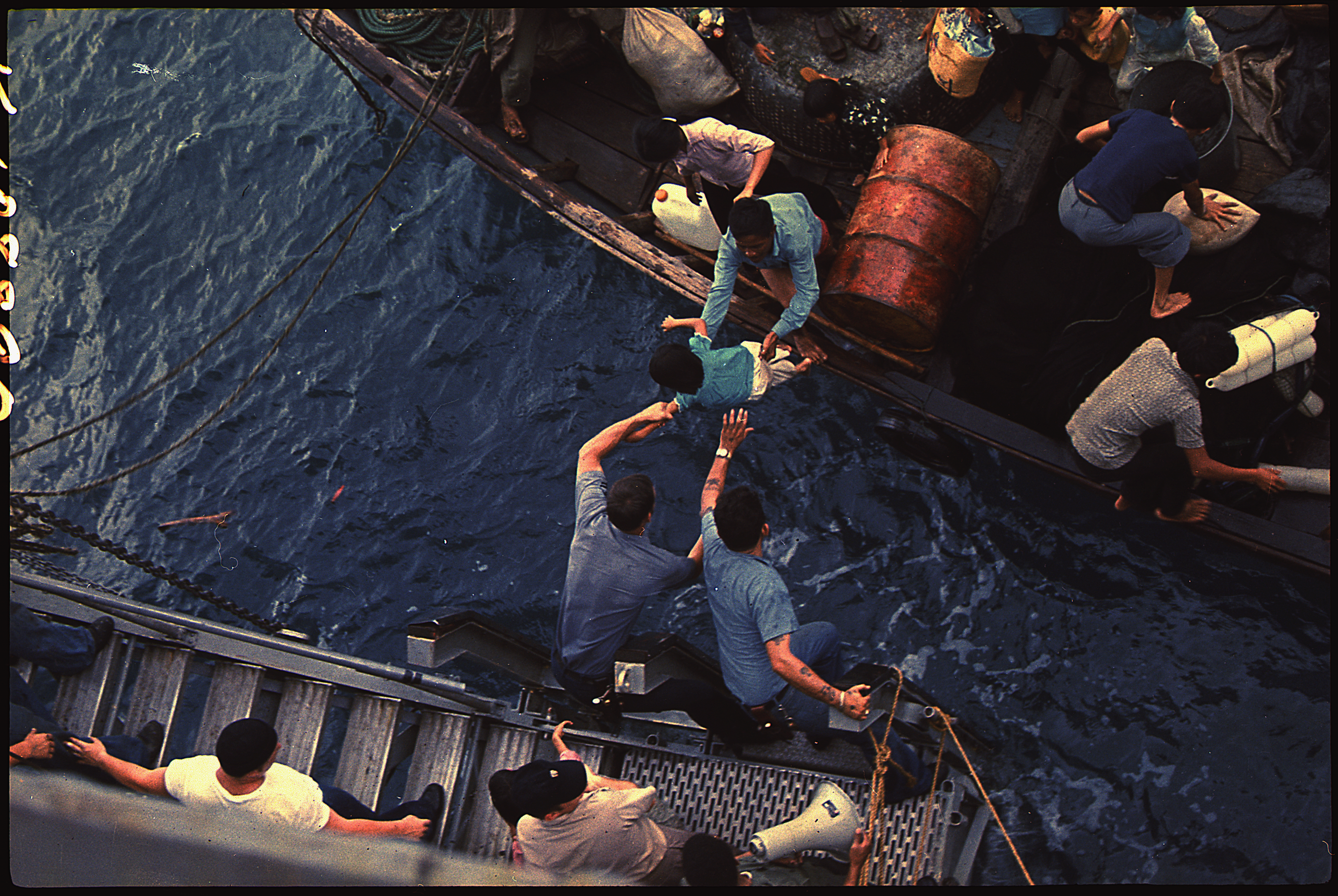
1975年4月3日，美國海軍杜爾翰號兩棲貨運艦接起透過小船逃到南中國海的越南難民。

#### 越南市民
與旅越美僑只要按時赴疏散集合點報到就可離開的簡單流程相比，欲在西貢失守前離開的越南市民，往往得自力救濟地訴諸其他手段。護照和出境簽證的取得費用已在暗中暴漲了六倍，海路船票則上翻至原價的三倍:352。而在首都圈擁有房地產者常被迫以賤價脫手，或是直接拋棄。當時便有單棟豪宅的索價在兩週內跌了75%的紀錄。美國簽證變得更加炙手可熱，尋求美國人贊助的越南民眾也在報上刊廣告，出現了諸如「勤奮的窮學生誠徵養父母」之類的徵人啟事，後面還附上姓名、出生年月日和身分證字號等:311。

### 最後數日
4月27日，北越火箭砲落入了堤岸（華人區）和中央市場等地，造成屋舍毀損、市民傷亡。這是西貢市區在1973年和平協約簽訂后首次直接遭到砲火襲擊:xv。在爆炸案發生後，馬丁大使特地上了西貢的電視節目，發表「余身為美國大使，決不會趁夜開溜」的言論以安定人心。另一方面，堤岸的事件也對飛機撤退行動造成了影響，當日之後規定只動用乘載量低於C-141，但機動性比較大的C-130投入疏運，此時每架飛離新山一的C-130都載了240人左右:69。
西貢的狀態依然持續地動盪和喧嚷。27日至29日間，市內不時可聞小型槍械、防空砲和迫擊砲的聲響。自由街（Tự Do）等大路上的許多商鋪都已關門歇業。市民湧入棄置的美軍超市和基地販賣部（PX），將裡面販賣的設備、食材、日用品、家庭電器和酒類飲料等各類商品搬走:p130，或成車地運去西貢動植物園外的市場販賣。儘管宵禁持續實施，街上仍隨時出現逃竄的人潮，當中有些是來自南越陸軍18步兵師的逃兵，偶爾搶劫路過的外國人或朝天開槍洩憤。此外，越共也進入市內的若干區域，甚至傳出直升機擊落事件。

#### 直升機疏散：常風行動
4月28日傍晚至29日清晨之間，新山一機場遭遇A-37攻擊機的炸彈和晚間的重型砲火洗禮，基地內許多飛機在彈雨中毀損。這波持續到天明的襲擊使美軍末任駐越武官——史密斯陸軍少將（Maj Gen Homer D Smith Jr）告訴馬丁大使，說跑道的受損情形已不容許飛機投入疏散行動，必須派出直升機接走所有剩下的人。
曾經允諾要讓大使館所有相關人員都能撤出的馬丁對此百般不願，但在他乘汽車前往新山一目睹機場的慘狀之後，才得知自己的諾言註定要成為空頭支票:90。之後從城外傳來的報告指出北越軍正在前進當中:313，而馬丁在10點48分聯絡季辛吉，說自己決定給「常風行動」開綠燈，華府則在3分鐘後下達了執行令。西貢的美軍電台開始對外放送行動展開的信號——由一段「西貢的氣溫是華氏112度（攝氏44度）[註1]且仍在上升中」的氣象播報，以及緊接在後的、由平·克勞斯貝演唱的歌曲《白色聖誕》組成，通知所有美國人員盡快赴疏散地點集合:353。
隨著《白色聖誕》的旋律在廣播中揚起，美國的海陸空大撤退正式展開。在南中國海，美國海軍第七艦隊派出的數十艘軍艦朝近岸水域集結；在市內的街上，數輛巴士穿梭在各集合點間、接駁人潮前往直升機降落區；在西貢上空，飛滿了許多CH-53直升機和CH-46直升機，把美國人和相關的越南人送往外海:346-387。
在常風行動中，最大的疏散地點是新山一機場東南側的武官處總部館區，大部分的接駁巴士都把那當作終點站，而最早的一批巴士於當日中午不久後就送客到機場。最早一批從外海到新山一的CH-53直升機在下午開始進場，至傍晚時已有395名美國人及4千多名的越南人從武官處離開西貢。晚間23時，戍衛新山一的美國海軍陸戰隊隊員全部退入最後防線，並引爆炸藥毀掉武官處本部大樓和其內的美國設備、檔案、文件和現金。中情局資助的美航公司也投入旗下的UH-1直升機協助疏散行動，在29號當日幫忙載運了1千多名的避難人士。

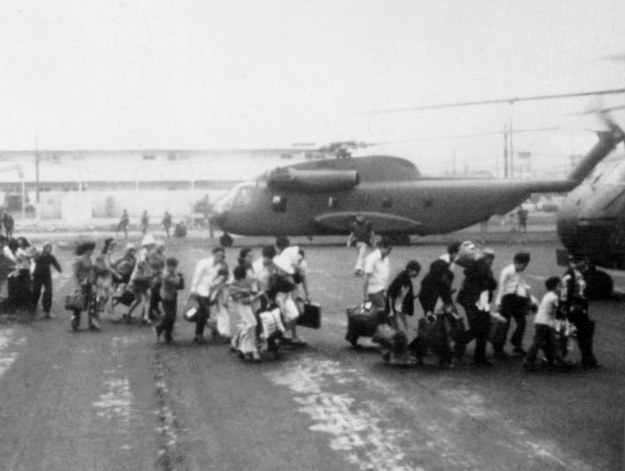
越南民眾們在新山一武官處館區的39號著陸區登上一架CH-53直升機

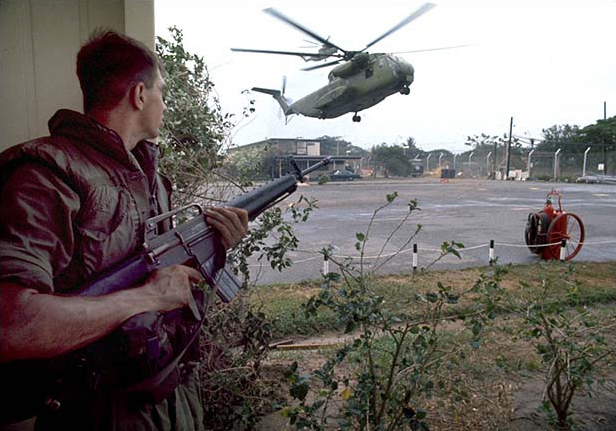
一名美國海軍陸戰隊士兵在直升機降落於新山一時手持M16A1進行戒備

儘管美國駐南越大使館最初在計畫中並未打算作為大規模的直升機出境地點，而只是充當大使館雇員的疏散地，及西貢各集合點和新山一之間的巴士／接駁直升機中繼站，但由於地處西貢市中心，反倒成為行動中最受關注的一處地點。從早晨開始就有接近1萬人的眾多市民擠在使館周邊的地區，雖然人潮中大部分仍是基於好奇心理、前去查看美國使館動態的群眾:37，但也有不少試圖進入院區、取得難民地位以獲得疏散機會的人士。許多人攀上使館外牆，使得場面相當失序。除了街上人潮紊亂、必須以疏散機會作為誘因請西貢警方協助秩序維持外，當年雨季的提早來臨也干擾了任務的進行，因為西貢上方聚集了陰雲和霾霧，與市區的零星火災一起造成了直升機航線上部分地區的能見度惡化:187。
4月30日凌晨3時45分，馬丁獲得華府方面要求停止疏運難民的通知，季辛吉和福特命令馬丁從那時起只開放美國人離開。雖然經過懇求而暫緩，但最後還是在凌晨4時之後貫徹了命令，以因應北越軍隨時可能進城的考量，和華府渴望能儘快宣布行動完成的目標:366。馬丁大使在近凌晨5點時搭上陸戰隊165直升機中隊的CH-46直升機離開大使館，最後一架直升機則在早上7時53分從屋頂上接走了殿後的一批陸戰隊使館衛兵。事後統計從美國大使館飛出的人員包含了978名美國人和1千名以上的越南人士，但最後一架直升機離開的早晨時分，光大使館內就有數百名拋棄在後的越南市民，街上則還有更多:473。
常風行動從開始到結束，並未遭受北越或南越任何一方的介入或干預。前往新山一的直升機駕駛獲知有北越防空砲火在瞄準他們，但最後沒有火力擊中直升機。河內軍部估計若是美國能順利完成該項行動，就會同時減少美軍阻擾胡志明戰役的可能性，因此文進勇接獲的命令是勿把美機當成目標:478。最後雖然美國人員的撤退宣告結束，但南越人士依然陸續地透過船隻、甚至各種航空器前往美艦待命的海域，其中許多是南越空軍的飛行員，他們駕著自己的直升機飛到美軍船艦上、並獲得降落的機會，採用這種方式離開的最著名人物便是南越前總理暨前空軍司令阮高祺:p132。但由於出逃者眾，因此最後許多降落的直升機都必須從空間有限的甲板上推落海中，以讓更多到來的飛機可以停靠。除了直升機外，也有少數定翼飛機降落在美軍航母上的案例:370。
當馬丁大使搭機登上藍嶺號兩棲指揮艦後，曾要求派出直升機回美國駐西貢大使館把滯留在那的越南市民一起接走。雖然福特總統駁回該請求，但馬丁仍成功說服海軍指揮官延長特遣艦隊在南中國海的停留時間，如此一來任何有辦法用船或飛機逃到海上的越南人就能獲救。

#### 西貢易幟
當27日開始主攻勢後，南越的軍政高層在同一天臨陣換馬，決議將大權移交給陸軍退役上將楊文明，而他隨即於28日、在混亂的局勢中宣誓就任總統，當時普遍相信以前沒對共產黨擺過強硬姿態的楊文明，可以建立阮文紹和陳文香任內無法完成的南北停火協議，或重啟談判之類的新成就:439, 432–433，但最後證明這類臆測不夠實際，他們的河內對手在20多年以來是首次於戰局中取得全面的壓倒性獲勝，而且全越統一在望，西貢發生的政權更迭對河內的態度影響不大:142-143。

##### 外郊戰鬥
在楊文明上台的同一天，北越軍和越共已經近逼到城外。在西貢港，通往邊和、距離市中央僅3英里（4.8）的新港橋（Cầu Tân Cảng，今西貢橋），兩軍為了這座要道的攻防戰而隔岸交火，雙方互有死傷，南越軍甚至投入了武裝直升機和裝甲車助戰，但最後該橋依然失守。此時的北越軍正著手切斷西貢最後的陸上聯外通道，以直接開入市區、截斷其與南方的第4軍區等地的聯繫。就在楊文明結束就職演說後，新山一機場就遭到一批變節的南越空軍軍官駕機投彈轟炸，胡志明戰役指揮部亦於當天晚上22時向西貢周邊的全部部隊下達了「奮勇前進」的動員令:669。當東線的北越第4軍突破了南越18師殘部、裝甲部隊和海軍陸戰隊的極力反攻後，佔領了邊和市、邊和空軍基地和第3軍區司令部，軍長阮文全將軍逃到西貢，帶給楊政府壞消息：南越三軍的領導結構已在崩解中:275。 
4月29日清晨6時，中央政治局指示文進勇「全力直襲敵人最後的藏身之地」:347。在當天早上，西線的北越232兵團佔領了厚義省的市鎮厚義與其省會德和，並擊敗南越第22師，之後又奪得隆安省省會新安和西貢西南方的平田橋，沿4號公路進入西貢西側；西北線的北越第3軍攻入南越第25師的基地、俘虜其師長李松柏准將；北線的北越第1軍也在當日拿下新淵，並攻克富利和萊眺的南越基地、突破南越防線，迫使遭到包圍、沒有後路的南越第5師投降，並得以在4月30日越過平福橋朝南越參謀總部前進:670。第5師師長黎元偉准將於當天上午在萊溪的師部內舉槍自殺:648。

##### 南越政府宣布投降

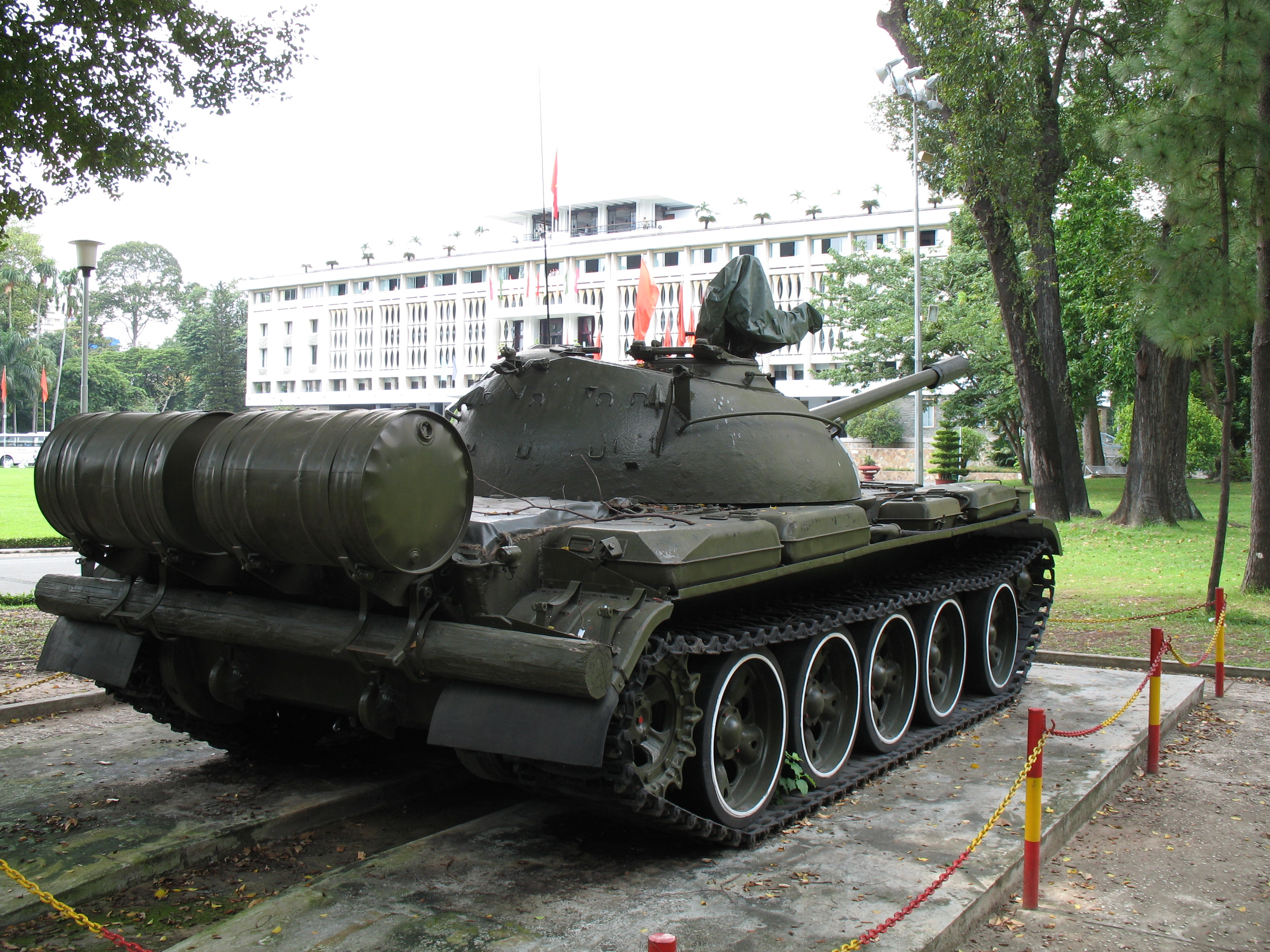
於1975年4月30日駛入南越總統府獨立宮的北越軍T-54坦克843號車，現展示於該宮前。

至4月30日早上，北越軍的征途已經顯得相當通順無礙，前往西貢時也僅遇到規模微小的抵抗。在轟炸行動和總攻擊之後，已經可以執行最後的入城行動，於是文進勇下令野戰指揮官開始攻取西貢市內的關鍵設施和據點，而第一支進入西貢的部隊是越南人民军第324师:551。之後，東線的第4軍在清晨佔領了國防部、南越海軍基地和廣播電台；南線的攻城部隊拿下國家警察總署；北線的第1軍也在上午擺平了守衛參謀總部大樓的南越第81空降突擊營和別動部隊。上午10時24分，楊文明邀請南方臨時革命政府參與一「旨在避免非必要流血事件的權力交接儀式」，並宣布了無條件投降，又命令南越軍所有部隊「冷靜地終止敵對狀態、留在原地待命」。
然而，北越人民軍隊並無意配合實施和平的權力交接。在當日接近中午的10时45分，北越第2军203坦克旅第4连连长裴光慎中尉指挥的T-54坦克車撞破了南越總統府的大門。11时30分，总统府阳台上升起了越共的红蓝底金星旗，北越軍指揮官裴信大校率人進入椭圆形大厅，只見楊文明同30名閣員和政府顧問站在階上等待他們。就在裴信接受楊文明投降的過程中，楊文明說：「我從今早就等在這，準備交權給你們」，但裴信只是冷淡地回答：「不存在你移交權力的問題，你的權力早就瓦解了，你也無法讓出你不再擁有的東西。」。在不久之後的當日下午，楊文明被送至廣播電台，宣告越南共和國政府「各級部門均完全解散」，自此在正式上結束了越南戰爭。

## 後續

### 南越的殘餘抵抗
北越和越共占領西貢後，該市與國外的主要通訊便遭到截斷。正當西貢失守的早上，首都圈西南方的湄公河三角洲內仍有南越空軍飛機從平水空軍基地（今芹苴國際機場）升空迎擊北越進城部隊，這便是南越空軍在越戰中最後一次的空中作戰:115-117。
另一方面，南越陸軍第4軍區所屬的地面部隊也依然在進行敵對性活動，副軍長黎文興准將原先計畫利用三角洲平原的農業、糧食資源為本，組織秘密反抗行動。但一般認為在戰時的「鳳凰計畫」中遭到清剿的越共游擊部隊卻於此時再起，並對南越兵展開攻擊、成功將第4軍區與西貢孤立開來，使該項抵抗計畫無疾而終。黎文興與軍長阮科南少將在4月30日當天晚上於芹苴的軍區司令部飲彈自盡，第4軍於不久後就解體了。同樣在西貢易手當日自殺的南越將領，尚有第7步兵師師長陳文二准將、原第2軍軍長少將等:302。在此之後的5月初期，亦有少數的南越軍警繼續率領部下抵抗，例如陸軍上校胡玉瑾，但仍以失敗告終。
4月30日晚上時還未由北越軍及越共佔領的西貢外圍省份——西寧、厚義、隆安及鵝貢均宣布投降，湄公河三角洲諸省在內的南越全境亦在5月2日前宣布投降越共臨時政府:353。

### 佔領下的西貢
在西貢，由於前述的「鳳凰計畫」削弱了戰時南越境內的共產機構與勢力，因此必須由北越軍方來接管、治理這座大都市。之後決定由陳文茶中將出任「西貢－嘉定軍管委員會主席」（Chủ tịch Ủy ban Quân quản Sài Gòn - Gia Định）一職，成為西貢市政的最高管理者:551。4月30日之前幾近無政府狀態的城市秩序和治安，在北越軍的軍事管制之下得到了恢復:356，但部分商辦和人去樓空的美國駐南越大使館仍遭到洗劫和掏空，原南越國會下院（今胡志明市大劇院）附近一尊象徵南越軍的海軍陸戰隊員紀念雕像也被遊街群眾用繩索拉倒。5月1日，越共革命政權宣布接收西貢市內各國駐越使領館，僅有法國駐南越大使館得以繼續留存:142-143。5月4日時，當局釋放了被捕的楊文明、武文牡等前南越政府要員。5月15日起在西貢街頭舉辦了戰勝遊行:357，並於1976年7月正式將西貢更名為「胡志明市」，紀念越南勞動黨主席胡志明。
越共掌管西貢治權不久後，推行了新的城鄉政策，試圖降低西貢的人口，因為該城在戰亂期間因外省居民的湧入而人口膨脹，在陳文茶上任時已經充斥著過多的失業人口:357。此外越南政府也實施「再教育營」的制度，要求前南越軍的官兵參與勞動改造或進行苦差，並以糧食的發放作為交換條件，鼓勵貧民離開西貢前往鄉村。根據越南官方統計，四三〇事件及後續的兩年內，胡志明市的人口在這系列的政令推行之下減少了100萬人，而當局立定的目標是再進一步移出50萬:351。

### 紀念
目前四三〇事件的日期經越南政府定為國立假日稱「南方解放日及國家統一周年」，並與緊鄰的五一勞動節形成連假，因此在越南往往成為年度性大事。越南官方會以此作為主題搭配公共性慶祝活動，包括煙火表演、文藝活動、遊兵儀式等，民眾也常利用連假的機會前往外省或臨近國家出遊。
在美國等國的海外越南人社群中，由於眾多人口是因1975年南越覆滅、為逃避共產黨的統治而投奔海外的越僑或其後代，因此對西貢四三〇事件的紀念性質有別於越南本土，常是以悼念的形式或「黑色四月」的名義來進行相關追思活動，在此類場合上往往可見代表舊越南共和國的黃底紅條旗。

## 相關作品
- 歌劇《西貢小姐》、電影《英雄本色III夕阳之歌》（在片尾）、韓國電視劇《遙遠的松巴江》（第21集）與《獵鹿者》皆有橋段提及此事
- 《空中浩劫》第七季《Operation Babylift》內容為此前發生的C-5運輸機墜機事故，但也引用了四三〇事件期間的錄影
- 《解放西貢》，又名《西貢戰役》，是2005年越南河內電影製片廠出品的電影，內容為北越及越共部隊對西貢的攻勢
- 《南海血書》中國國民黨治下的中華民國以越南淪亡一事虛構的反共政治宣傳。

## 类似事件
2021年5月，美國與其盟國開始自阿富汗撤軍，自此阿富汗反政府武裝力量塔利班快速的擊垮美國支持的阿富汗政府軍，並在2021年8月15日攻入首都喀布爾，阿富汗總統阿什拉夫·加尼出逃。
阿富汗政府的快速崩潰也導致了大量美國人與阿富汗人慌亂的逃亡潮，不少媒體跟與論都把美軍撤離導致的阿富汗政府的迅速垮台與南越的淪陷相提並論。

## 延伸閱讀
- Adams, E. G. .   [2013-11-29]. （原始内容存档于2011-07-20）.
- Butler, David. . New York: Simon and Schuster. 1985.
- Engelmann, Larry. . Oxford University Press. 1990. ISBN 978-0-19-505386-9.
- Tucker, Spencer, ed. The Encyclopedia of the Vietnam War. Oxford University Press, 1998.
- "The Americans Depart", The New York Times, April 30, 1975. p. 40.

## 外部連結
- 越南：“西贡”解放30年来飞速变化，新華網，2005年4月30日
- 越首都機場昨遭猛烈炮擊 西貢四郊亦發生戰鬥 美海軍陸戰隊員兩人被炸斃，《聯合報》，1975年4月29日
- 北越軍大舉南下 西貢防線受威脅，《成報》，1975年4月18日
- "Saigon's Finale" - The New York Times.
- "1975: Saigon surrenders"（页面存档备份，存于） - BBC News.
- Vietnam Babylift web site（页面存档备份，存于）
- Fall of Saigon Marine Association（页面存档备份，存于）
- "White Christmas: The Fall of Saigon"（页面存档备份，存于） - Dirck Halstead, The Digital Journalist.
- 短片 Fall of Saigon (1975) 可在互联网档案馆自由下载
- YouTube上的Puppet president Nguyen Van Thieu 'crying' when forced to resign by his U.S. boss